# 泰利亚穆拉
泰利亚穆拉（Teliamura），是印度特里普拉邦West Tripura县的一个城镇。总人口19606（2001年）。

## 人口
该地2001年总人口19606人，其中男性9997人，女性9609人；0—6岁人口1988人，其中男1031人，女957人；识字率81.49%，其中男性为84.56%，女性为78.29%。